# Кубок Центральної Європи з футболу 1948—1953
П'ятий розіграш Кубка Центральної Європи з футболу тривав з 21 квітня 1948 року по 13 грудня 1953 року. Участь у турнірі брали 5 команд. Змагання відбувалося у вигляді групового турніру, в рамках якого кожна пара команд-учасниць грала між собою по дві гри, одній вдома і одній у гостях. Володарем Кубка стала збірна Угорщини.

## Результати матчів
| Господарі      | Результат | Гості          | Місце і день гри           |
| -------------- | --------- | -------------- | -------------------------- |
| Угорщина       | 7 — 4     | Швейцарія      | Будапешт, 21 квітня 1948   |
| Австрія        | 3 — 2     | Угорщина       | Відень, 2 травня 1948      |
| Угорщина       | 2 — 1     | Чехословаччина | Будапешт, 23 травня 1948   |
| Швейцарія      | 1 — 1     | Чехословаччина | Базель, 10 жовтня 1948     |
| Чехословаччина | 3 — 1     | Австрія        | Братислава, 31 жовтня 1948 |
| Швейцарія      | 1 — 2     | Австрія        | Лозанна, 3 квітня 1949     |
| Чехословаччина | 5 — 2     | Угорщина       | Прага, 10 квітня 1949      |
| Угорщина       | 6 — 1     | Австрія        | Будапешт, 8 травня 1949    |
| Італія         | 3 — 1     | Австрія        | Флоренція, 22 травня 1949  |
| Угорщина       | 1 — 1     | Італія         | Будапешт, 12 червня 1949   |
| Австрія        | 3 — 1     | Чехословаччина | Відень, 25 вересня 1949    |
| Австрія        | 3 — 3     | Швейцарія      | Відень, 10 березня 1950    |
| Австрія        | 1 — 0     | Італія         | Відень, 2 квітня 1950      |
| Швейцарія      | 1 — 1     | Італія         | Луґано, 25 листопада 1951  |
| Швейцарія      | 2 — 4     | Угорщина       | Берн, 20 вересня 1952      |
| Італія         | 2 — 0     | Швейцарія      | Палермо, 28 грудня 1952    |
| Чехословаччина | 2 — 0     | Італія         | Прага, 26 квітня 1953      |
| Італія         | 0 — 3     | Угорщина       | Рим, 17 травня 1953        |
| Чехословаччина | 5 — 0     | Швейцарія      | Прага, 20 вересня 1953     |
| Італія         | 3 — 0     | Чехословаччина | Флоренція, 13 грудня 1953  |

## Підсумкова таблиця
|  | Команда        | І | О  | В | Н | П | М+ | М- | РМ  |
|  | -------------- | - | -- | - | - | - | -- | -- | --- |
|  | Угорщина       | 8 | 11 | 5 | 1 | 2 | 27 | 17 | +10 |
|  | Чехословаччина | 8 | 9  | 4 | 1 | 3 | 18 | 12 | +6  |
|  | Австрія        | 8 | 9  | 4 | 1 | 3 | 15 | 19 | -4  |
|  | Італія         | 8 | 8  | 3 | 2 | 3 | 10 | 9  | +1  |
|  | Швейцарія      | 8 | 3  | 0 | 3 | 5 | 12 | 25 | -13 |
|  |                |   |    |   |   |   |    |    |     |
|  |                |   |    |   |   |   |    |    |     |

## Найкращі бомбардири
| Гравець       | Команда        | Голи |
| ------------- | -------------- | ---- |
| Ференц Пушкаш | Угорщина       | 10   |
| Ференц Деак   | Угорщина       | 7    |
| Отакар Хемеле | Чехословаччина | 4    |
| Еміль Пажичкі | Чехословаччина | 4    |

## Склад переможців
| 1. Угорщина |
| Воротарі: Геза Генні (4, -6), Дьюла Грошич (2, -2), Йожеф Карої (1, -4), Іштван Тураї (1, -5). Захисники: Ференц Рудаш (6), Шандор Балог (5), Янош Бержеї (3), Міхай Лантош (2), Єне Бузанскі (2), Дьюла Лорант (2), Йоэеф Коня (1), Міхай Кішпетер (1), Іштван Надь (1). Півзахисники: Йожеф Божик (6), Йожеф Закаріаш (3), Карой Лакат (2), Шандор Сюч (1), Дьордь Марік (1), Арпад Таганьї (1), Ференц Ракоші (1), Імре Ковач (1), Карой Кері (1). Нападники: Ференц Пушкаш (8, 10), Ференц Деак (6, 7), Ференц Суса (5, 3), Ласло Будаї (4), Шандор Кочиш (4, 2), Золтан Цибор (3), Бела Егреші (3, 2), Петер Палоташ (2), Нандор Хідегкуті (2, 2), Шандор Геце (2, 1), Матіас Тот (1), Міхай Надбмароші (1), Карой Шандор (1), Дьюла Сіладьї (1). Тренери: Тібор Галлович (3), Густав Шебеш (5). |